# NetJets
NetJets es una aerolínea estadounidense que ofrece posesión fraccionada, gestión y alquiler de reactores ejecutivos. La empresa es una filial de Berkshire Hathaway.

## Historia
NetJets Inc. anteriormente Executive Jet Aviation, fue fundada en 1964 como una de las primeras compañías de chárter privado de reactores ejecutivos y gestión de aviones. Los miembros fundadores de la oficina de directores de Executive Jet Aviation Corporation (EJA) incluían a los generales del ejército del aire Curtis E. LeMay y Paul Tibbetts, al abogado de Washington y antiguo piloto militar Bruce Sundlun, y a los actores James Stewart y Arthur Godfrey entre otros, Con el retirado brigada general del aire Olbert F. ("Dick") Lassiter como presidente y director de la compañía. EJA inicialmente comenzó sus operaciones en 1964 con una flota de diez aviones Learjet 23. Bruce Sundlun fue elegido presidente de EJA en 1970, y Paul Tibbetts fue elegido presidente en 1976. A finales de los setenta, EJA tenía un negocio de aproximadamente 250 contratos de vuelo con clientes y efectuaba más de tres millones de millas al año.
Executive Jet Aviation Corporation fue adquirida en 1984 por el antiguo ejecutivo de Goldman Sachs Richard Santulli y se convirtió en director y CEO de la compañía. En 1986 fue creado el programa NetJets por Santulli como el primer programa de propiedad fraccionada de aviones. En 1998, tras ser cliente de NetJets durante tres años, Warren Buffett, director y CEO de la compañía Berkshire Hathaway, adquirió NetJets Inc.
A comienzos de agosto de 2009 Santulli dimitió como CEO y fue reemplazado por David Sokol. NetJets Inc. ha traslado su sede central de Nueva Jersey de vuelta a su hogar natal en Columbus, Ohio, tras la marcha del fundador de la compañía, Richard Santulli.

## Servicios
NetJets vende fracciones de propiedad de determinados aviones, eligiendo entre diversos tipos de modelos. Cuando adquiere la fracción de un avión, el comprador es considerado un "propietario." Ser un propietario ofrece a estos la ventaja del acceso y en tiempo de vuelo punto a punto en reactores privados. Esto permite además el acceso a más aeropuertos, especialmente los considerados pequeños; y posibilitando viajes cortos entre el origen y el destino. Los puntos de llegada y salida así como la hora de salida son elegidos por el cliente para cada vuelo en particular. Los costes son mayores que si se volase en un vuelo comercial pero inferiores que si se adquiriese, gestionase y mantuviese un reactor ejecutivo privado idéntico.
- Posesión fraccionada — el precio se prorratea del precio de mercado del mismo avión tras salir de fábrica. Los propietarios tienen garantizado el acceso al avión (50-400 horas anualmente, dependiendo del tamaño de posesión) previa petición cuatro horas antes. Si el avión del propietario no está disponible por alguna razón, otro avión del mismo tipo, o de mayor tamaño, es enviado. Los propietarios de aviones fraccionafos pagan una tasa mensual de mantenimiento y una tasa de “ocupación” operativa horaria. Esta última es solo cargada cuando el propietario o un invitado están a bordo, no cuando el avión está volando al punto de salida, o cuando vuela a otra ubicación tras completar un vuelo.
- Marquis Jet Card — Este plan está creado para personas cuyas necesidades estén por debajo del mínimo de cincuenta horas de vuelo de los planes de propiedad compartida y/o que no quieran el derecho de propiedad de cinco años de duración. Todos los costes deben ser pagados en el momento del viaje y son vendidos en bonos de veinticinco horas.

## Flota
NetJets declara disponer de aproximadamente 900 reactores, siendo la flota ejecutiva más grande del mundo. La flota se divide en aproximadamente 650 jets operados directamente por la aerolínea y otras 250 aeronaves privadas operadas por sus subsidiaria de gestión (Executive Jet Management). De los 650 jets operados por directamente por NetJets, unos 570 se basan en USA y unos 130 están basados en Europa. Los reactores de la flota se clasifican según el tamaño de cabina y el alcance de la aeronave:
| Flota         | Tipo de Aeronave          | Bases      | Número estimado de aeronaves |
| ------------- | ------------------------- | ---------- | ---------------------------- |
| Ligera        | Embraer Phenom 300/E      | USA Europa | 111                          |
| Mediana       | Cessna Citation XLS       | USA Europa | 76                           |
| Mediana       | Cessna Citation Sovereign | USA        | 38                           |
| Mediana       | Cessna Citation Latitude  | USA Europa | 162                          |
| Super-Mediana | Bombardier Challenger 350 | USA Europa | 85                           |
| Super-Mediana | Cessna Citation Longitude | USA        | 29                           |
| Grande        | Bombardier Challenger 650 | USA Europa | 33                           |
| Grande        | Dassault Falcon 2000EX    | Europa     | 15                           |
| Largo Radio   | Bombardier Global 5500    | USA        | 14                           |
| Largo Radio   | Bombardier Global 6000    | USA Europa | 32                           |
| Largo Radio   | Bombardier Global 7500    | USA        | 3                            |

Otras flotas anteriormente operadas por la empresa incluyen:
Cabina pequeña
- Cessna Citation Bravo
- 62[11] - Cessna Citation Ultra/Encore
- 21[11] - Hawker 400/400XP
- 89[11] - Cessna Citation XLS/Excel

Cabina mediana
- 2[11] - Hawker 750
- 33[11] - Hawker 800/800XP
- 5[11] - Hawker 900XP
- 58[11] - Cessna Citation X
- Hawker 4000
- 27[11] - Gulfstream G200

Cabina grande
- Dassault Falcon 7X
- Gulfstream IV/450
- Gulfstream V
- Gulfstream G550

## Compañías NetJets

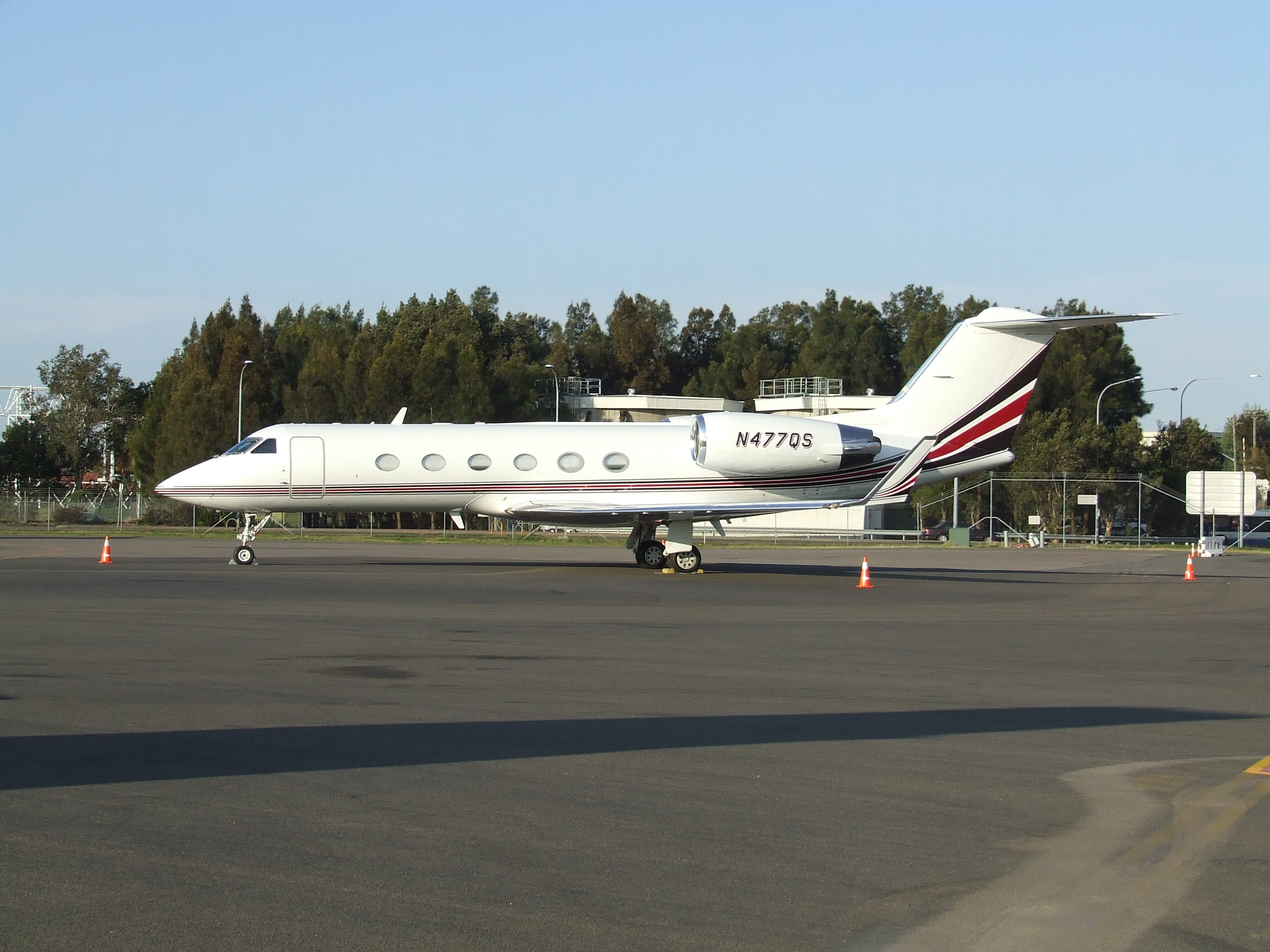
Gulfstream IV-SP N477QS de NetJets International. Los aviones más grandes de Netjets portan todos ellos este esquema de pintura, y aquellos que tienen su base en los Estados Unidos poseen las letras "QS" como parte de sus registros.

Executive Jet ManagementGestiona los servicios chárter aéreos a demanda, los aviones de chárteres, y los servicios a estos últimos. Tiene su sede central en Cincinnati, Ohio, Estados Unidos.
NetJets Aviation, Inc.Opera la mayoría de la flota de NetJets. Tiene su sede central en Columbus (Ohio), EE. UU.
NetJets InternationalOpera la flota de aviones Gulfstream GIV/G450 y Gulfstream GV/G550 de NetJets. Tiene su sede central en Windsor Locks, CT y Hilton Head, SC.
NetJets Large Aircraft CompanyOpera la flota de aviones Boeing Business Jets de NetJets.

## Compañías afiliadas
NetJets Europe es la rama de la compañía dedicada a la operación en Europa, con base en Lisboa, Portugal. En Oriente Medio se creó la filial NetJets Middle East, con sede en Riad, Arabia Saudita, que posteriormente pasó a ser NasJet.